# 에이드리언느 코리

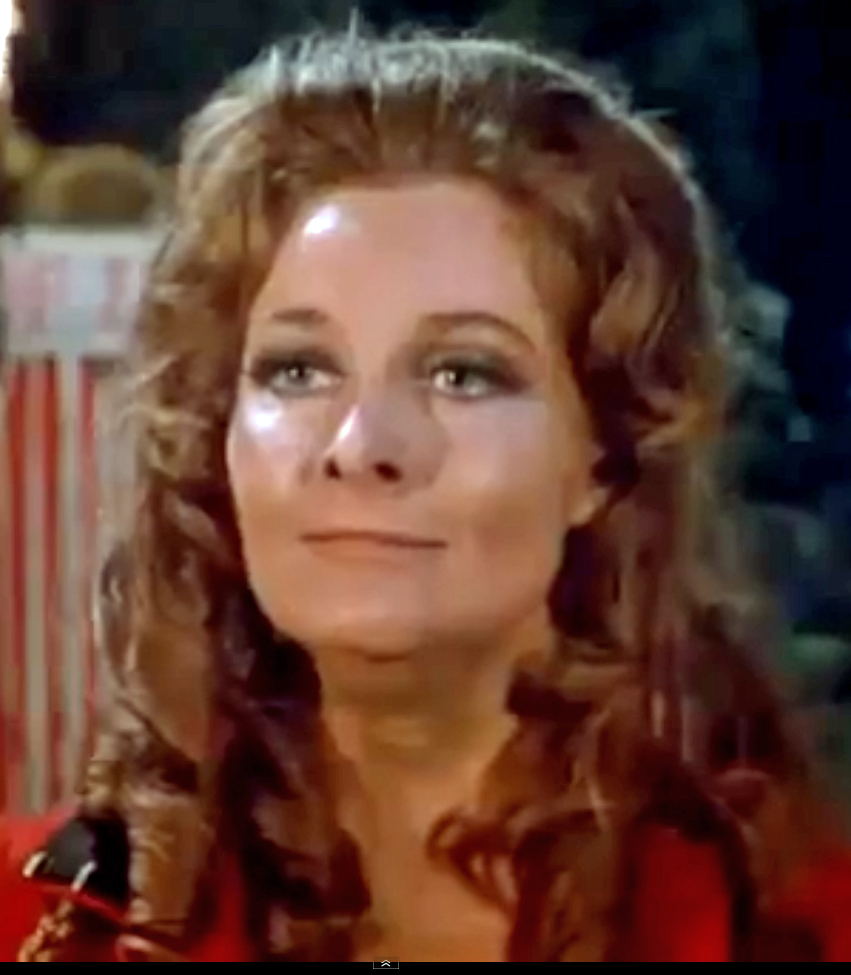

에이드리언느 코리(Adrienne Corri, 1930년 11월 13일 ~ 2016년 3월 13일)는 영국의 연극 배우, 영화배우이다.
글래스고에서 태어났으며 런던에서 사망하였다. 사인은 심근 경색이다.

## 영화
- 휴먼 팩터 (1979년)
- 핑크 팬더 5 : 핑크 팬더의 복수 (1978년)
- 로즈버드 (1975년)
- 뱀파이어 서커스 (1972년)
- 시계태엽 오렌지 (1971년) - 미시즈 알렉산더 역
- 우먼 타임스 세븐 (1967년)
- 야수의 아프리카 (1967년)
- 버니 레이크의 실종 (1965년)
- 닥터 지바고 (1965년)
- 비밀첩보원 (1964년)
- 란셀롯의 칼 (1963년) - 레이디 비비안 역
- 화성에서 온 악녀 (1954년)
- 강 (1951년)
- 쿼바디스 (1951년)